# Харіла Папайоргій
Харіла Папайоргій (11.10.1933 — 07.09.2019) — албанський політик, професор економіки.

## Біографія
Харіла Папайоргій народився 11 жовтня 1933 року. Він провів дитинство у Влері. Після Другої світової війни Папайоргій навчався в Комерційно-торговельній школі у Влері, у 1956 році закінчив з відмінними результатами Вищий економічний інститут Тирани. Він був призначений викладачем новоствореного факультету економіки Університету Тирани в 1956 році. У 1982 році отримав звання «доктор філософії», у 1986 році — звання «професор».

## Кар'єра
З 1982 по 1985 рік він обіймав посаду голови Держплану, депутат Народних зборів з 1982 по 1987 рр. і заступник директора Наукового інституту ЦК Партії з 1985 по 1991 рр.

## Політична кар'єра
Після закінчення навчання в 1956 році Папайоргій був призначений штатним професором на факультеті економіки Університету Тирани.
До 1991 року був членом вченої ради факультету. У 1964 році він був призначений першим секретарем у Тирані та працював у Науковому інституті Центрального партійного комітету з 1969 по 1981 рік. Він був призначений головою Державної планової комісії з 1982 по 1985 рік і був обраний членом Народних зборів з 1982 по 1987 рік.

## Опубліковані праці
Харіла Папайоргій опублікував понад 10 000 сторінок у формі монографій, університетських підручників, дослідницьких статей. Деякі його книги перекладені англійською, французькою, російською та грецькою мовами. Список вибраних публікацій:
- Розвиток соціалістичної промисловості та її перспективи : в Народній Республіці Албанія
- Наші друзі запитують
- Razvitie socialističeskoj promyšlennosti v Narodnoj Respublike Albanii i ee dal'nejšie perspektivy
- Gnoseis politikes ikonomias : gia ta mesaia scholeia / Harilla Papajorgji; Теодорі Бей; Пріамо Боллано
- Nos amis nous demandent . . .
- Mbi disa probleme and aspekte të përqëndrimit, specializimit e kooperimit ne industrial
- Struktura social-klasore e klasës punëtore
- Probleme të organizimit e të drejtimit të ekonomisë popullore në RPSH / Hasan Banja; Джані Фулані; Харілла Папайоргій
- Bazat e organizimit socialist të punës dhe drejtimit / Е. Сейко; Харілла Папайоргій; Джані Фулані
- Mbi disa probleme të rikonstruksionit and he modernizimit të industrisë në kuadrin e revolucionit tehniko-shkencor : konferenca kombëtare e studimeve shoqërore : kumtesë / Фейзо Біно; Харілла Папайоргій
- Ekonomia e industrisë РПШ : tekst mësimor / Pleurat Xhuvani; Харілла Папайоргій; Володимир Міся; Арістотель Пано
- Organizimi dhe planifikimi i ndërmarjeve industriale socialiste / E. Sejko; Харілла Папайоргій
- Mbi disa probleme të përqëndrimit, specializimit e kooperimit në industri / Harilla Papajorgji; Едмон Лучі
- Njohuri të ekonomisë politike : për shkollat e mesme / Harilla Papajorgji; Теодорі Бей; Пріамо Боллано
- Organizimi and he planifikimi i Ndërmarjeve Industriale Socialiste / Emin Sejko; Харіла Папайоргій

## Нагороди, відзнаки, нагороди та відзнаки
Папайоргій отримав першу премію Республіки Албанія в 1989 році за дослідження демографічних та сімейних розвитків.